# Opšta topologija
U matematici, opšta topologija je grana topologije koja se bavi osnovnim definicijama i konstrukcijama teorije skupova koje se koriste u topologiji. Ono je osnova za većinu drugih grana topologije, uključujući diferencijalnu topologiju, geometrijsku topologiju i algebarsku topologiju. Drugi naziv za opštu topologiju je topologija skupa tačaka.
Fundamentalni koncepti u opštoj topologiji su kontinuitet, kompaktnost, i povezanost: 
- Neprekidne funkcije, intuitivno, prenese obližnje tačke do obližnjih tačaka
- Kompaktni skupovi su oni koji mogu da budu pokriveni sa konačno mnogo skupova proizvoljno male veličine.
- Povezani skupvi su skupovi koji se ne mogu podeliti u dva dela koja su daleko jedan od drugog.

Reči 'obližnji', 'proizvoljno mali', i 'daleko razdvojeni' se mogu učiniti preciznim koristeći koncept otvorenih skupova. Ako se promeni definicija 'otvorenog skupa', menja se ono što su neprekidne funkcije, kompaktni skupovi, i povezani skupovi. Svaki izbor definicije za 'otvoreni skup' se naziva topologija. Skup sa topologijom se naziva topološki prostor.
Metrički prostori su važna klasa topoloških prostora gde realna, nenegativna rastojanja, koja se takoše nazivaju metrici, mogu da budu definisana na parovima tačaka u skupu. Postojanje metrika pojednostavljuje mnoge dokaze, a mnogi najčešćih topoloških prostora su metrički prostori.

## Istorija
Opšta topologija je proizašla iz brojnih oblasti, najvažnije od kojih su:
- detaljno proučavanje podskupova realne linije (koja je nekada bila poznata kao topologija skupova tačaka; ova upotreba je sada zastarela)
- uvođenje koncepta mnogostrukosti
- proučavanje metričkih prostora, posebno normiranih linearnih prostora, u prvim danima funkcionalne analize.

Opšta topologija je svoj današnji oblik poprimila oko 1940. godine. Ona obuhvata, moglo bi se reći, gotovo sve unutar intuicije kontinuiteta, u tehnički adekvatnom obliku koji se može primeniti u bilo kojoj oblasti matematike.

## Topologija na skupu
Neka je X skup i neka je τ familija podskupova od X. Onda se τ naziva topologijom na X ako:
1. Prazan skup i X su elementi iz τ
2. Svaka unija elemenata iz τ je element iz τ
3. Svaki presek konačno mnogo elemenata iz τ je element iz τ

Ako je τ topologija na X, onda se par (X, τ) naziva topološkim prostorom. Notacija Xτ se može koristiti za označavanje skupa X na kome je primenljiva određena topologija τ.
Članovi τ se nazivaju otvorenim skupovima u X. Za podskup od X se kaže da je zatvoren, ako je njegov komplement u τ (i.e., njegov komplement je otvoren). Podskup od X može da bude otvoren, zatvoren, oba (zatvoreno-otvoren skup), ili ni jedno. Prazan skup i samo X su uvek otvoreni i zatvoreni.

### Baze topologije
Baza B za topološki prostor X sa topologijom T je kolekcija otvorenih skupova u T takvih da svaki otvoreni skup u T može da bude napisan kao unija elemenata od B. Kaže se da baza generiše topologiju T. Baze su korisne jer se mnoga svojstva topologija mogu redukovati do izjava o bazama koje generišu tu topologiju — i zato što se mnoge topologije najlakše definišu u pogledu baza koja ih generiše.

## Literatura
- John L. Kelley (1955) General Topology., link from Internet Archive, originally published by David Van Nostrand Company.
- George F. Simmons, Introduction to Topology and Modern Analysis,  1-575-24238-9
- Paul L. Shick,     Topology: Point-Set and Geometric,  0-470-09605-5
- Steen, Lynn Arthur; Seebach, J. Arthur Jr. (1995) [1978], Counterexamples in Topology (Dover reprint of 1978 изд.), Berlin, New York: Springer-Verlag, ISBN 978-0-486-68735-3, MR 507446
- O.Ya. Viro, O.A. Ivanov, V.M. Kharlamov and N.Yu. Netsvetaev, Elementary Topology: Textbook in Problems,  978-0-8218-4506-6
- „Topological Shapes and their Significance”. arXiv:abs/1905.13481  Проверите вредност параметра |arxiv= (помоћ). by K.A.Rousan arvXiv id- 1905.13481
- Armstrong, M. A. (1983) [1979]. Basic Topology. Undergraduate Texts in Mathematics. Springer. ISBN 0-387-90839-0.
- Bourbaki, Nicolas; Elements of Mathematics: General Topology. ISBN 0-387-19374-X.. Addison-Wesley (1966).
- Brown, Ronald, Topology and Groupoids. ISBN 1-4196-2722-8., Booksurge (2006) (3rd edition of differently titled books)
- Čech, Eduard; Point Sets, Academic Press (1969).
- Fulton, William, Algebraic Topology. 1997. ISBN 0-387-94327-7.. (Graduate Texts in Mathematics), Springer; 1st edition. (September 5)..
- Gallier, Jean; Xu, Dianna (2013). A Guide to the Classification Theorem for Compact Surfaces. Springer.
- Gauss, Carl Friedrich; General investigations of curved surfaces, 1827.
- Lipschutz, Seymour (1968). Schaum's Outline of General Topology. ISBN 0-07-037988-2.. McGraw-Hill; 1st edition. (June 1)..
- Munkres, James; Topology. 1999. ISBN 0-13-181629-2.. Prentice Hall; 2nd edition. (December 28)..
- Runde, Volker (2005). A Taste of Topology (Universitext). ISBN 0-387-25790-X.. Springer; 1st edition. (July 6)..
- Schubert, Horst (1968), Topology, Macdonald Technical & Scientific, ISBN 0-356-02077-0
- Vaidyanathaswamy, R. (1960). Set Topology. Chelsea Publishing Co. ISBN 0486404560.
- Willard, Stephen (2004). General Topology. Dover Publications. ISBN 0-486-43479-6.
- Arkhangel’skij, A.V.; Ponomarev, V.I. (1984). Fundamentals of general topology: problems and exercises. Mathematics and Its Applications. 13. Translated from the Russian by V. K. Jain. Dordrecht: D. Reidel Publishing. Zbl 0568.54001.
- Engelking, Ryszard (1977). General Topology. Monografie Matematyczne. 60. Warsaw: PWN. Zbl 0373.54002.
- Kenneth Kunen; Jerry E. Vaughan, ур. (1984). Handbook of Set-Theoretic Topology. North-Holland. ISBN 0-444-86580-2.
- Bloch, Ethan D. (1996). A First Course in Geometric Topology and Differential Geometry. Boston: Birkhäuser. ISBN 978-0-8176-3840-5.
- Hirsch, Morris (1997). Differential Topology. Springer-Verlag. ISBN 978-0-387-90148-0.
- Lashof, Richard (децембар 1972). „The Tangent Bundle of a Topological Manifold”. American Mathematical Monthly. 79 (10): 1090—1096. JSTOR 2317423. doi:10.2307/2317423.
- Kervaire, Michel A. (децембар 1960). „A manifold which does not admit any differentiable structure”. Commentarii Mathematici Helvetici. 34 (1): 257—270. doi:10.1007/BF02565940.
- Brown, Morton (1960), A proof of the generalized Schoenflies theorem. Bull. Amer. Math. Soc., vol. 66, pp. 74–76. MR0117695
- Mazur, Barry, On embeddings of spheres., Bull. Amer. Math. Soc. 65 1959 59–65. MR0117693
- R. B. Sher and R. J. Daverman (2002), Handbook of Geometric Topology. ISBN 0-444-82432-4.. North-Holland.
- Allegretti, Dylan G. L. (2008), Simplicial Sets and van Kampen's Theorem (Discusses generalized versions of van Kampen's theorem applied to topological spaces and simplicial sets).
- Bredon, Glen E. (1993), Topology and Geometry, Graduate Texts in Mathematics, 139, Springer, ISBN 0-387-97926-3
- Brown, R. (2007), Higher dimensional group theory, Архивирано из оригинала 14. 05. 2016. г., Приступљено 26. 06. 2023 (Gives a broad view of higher-dimensional van Kampen theorems involving multiple groupoids).
- Brown, R.; Razak, A. (1984). „A van Kampen theorem for unions of non-connected spaces”. Arch. Math. 42: 85—88. S2CID 122228464. doi:10.1007/BF01198133.. "Gives a general theorem on the fundamental groupoid with a set of base points of a space which is the union of open sets."
- Brown, R.; Hardie, K.; Kamps, H.; Porter, T. (2002). „The homotopy double groupoid of a Hausdorff space”. Theory Appl. Categories. 10 (2): 71—93.
- Brown, R.; Higgins, P.J. (1978). „On the connection between the second relative homotopy groups of some related spaces”. Proc. London Math. Soc. S3-36 (2): 193—212. doi:10.1112/plms/s3-36.2.193.. "The first 2-dimensional version of van Kampen's theorem."
- Brown, Ronald; Higgins, Philip J.; Sivera, Rafael (2011), Nonabelian Algebraic Topology: Filtered Spaces, Crossed Complexes, Cubical Homotopy Groupoids, European Mathematical Society Tracts in Mathematics, 15, European Mathematical Society, ISBN 978-3-03719-083-8, arXiv:math/0407275 , Архивирано из оригинала 2009-06-04. г. This provides a homotopy theoretic approach to basic algebraic topology, without needing a basis in singular homology, or the method of simplicial approximation. It contains a lot of material on crossed modules.
- Fraleigh, John B. (1976), A First Course In Abstract Algebra (2nd изд.), Reading: Addison-Wesley, ISBN 0-201-01984-1
- Greenberg, Marvin J.; Harper, John R. (1981), Algebraic Topology: A First Course, Revised edition, Mathematics Lecture Note Series, Westview/Perseus, ISBN 9780805335576. A functorial, algebraic approach originally by Greenberg with geometric flavoring added by Harper.
- Hatcher, Allen (2002), Algebraic Topology, Cambridge: Cambridge University Press, ISBN 0-521-79540-0. A modern, geometrically flavoured introduction to algebraic topology.
- Higgins, Philip J. (1971), Notes on categories and groupoids, Van Nostrand Reinhold, ISBN 9780442034061
- Maunder, C. R. F. (1970), Algebraic Topology, London: Van Nostrand Reinhold, ISBN 0-486-69131-4
- tom Dieck, Tammo (2008), Algebraic Topology, EMS Textbooks in Mathematics, European Mathematical Society, ISBN 978-3-03719-048-7
- van Kampen, Egbert (1933), „On the connection between the fundamental groups of some related spaces”, American Journal of Mathematics, 55 (1): 261—7, JSTOR 51000091
- Hatcher, Allen (2002). Algebraic topology. Cambridge University Press. ISBN 0-521-79540-0.. and.
- Hazewinkel Michiel, ур. (2001). „Algebraic topology”. Encyclopaedia of Mathematics. Springer.  978-1556080104.
- May, J. Peter (1999). A Concise Course in Algebraic Topology (PDF). University of Chicago Press. Архивирано (PDF) из оригинала 2022-10-09. г. Приступљено 2008-09-27.

## Spoljašnje veze
- The arXiv subject code is „math.GN”. arXiv:list/math.GN/recent  Проверите вредност параметра |arxiv= (помоћ).